# Новодмитровка (Харьковская область)
Новодмитровка (укр. Новодмитрівка) — село, 
Новоалександровский сельский совет,
Сахновщинский район,
Харьковская область.
Код КОАТУУ — 6324884508. Население по переписи 2001 года составляет 501 (238/263 м/ж) человек.

## Географическое положение
Село Новодмитровка находится на расстоянии в 3 км от реки Орель (правый берег).
По селу протекает пересыхающий ручей с запрудами.
Село состоит из двух частей, разнесённых на 1,5 км.
На расстоянии в 4 км расположены сёла Касьяновка, Кузьминовка и железнодорожная станция Кузьминовка.

## История
- 1875 — дата основания.

## Экономика
- Молочно-товарная ферма.
- ЧП «Заря».

## Достопримечательности
- Братская могила советских воинов. Похоронено 7 воинов.